# Bulomarer
Bulo Marer (in somalo: Buulo Mareer), o Bulomarer, è una città nella regione del Basso Scebeli della Somalia.

## Storia
Fino al 2014, la città è stata sede di una base militare del gruppo insorgente Al-Shabaab. La città è stata riconquistata dall'esercito somalo con l'assistenza delle truppe dell'AMISOM il 30 agosto 2014.
L'11 gennaio 2013, Bulo Marer è assurta alle cronache per via di un'operazione militare francese, durante la quale un commando francese ha tentato di liberare un proprio cittadino (dal nome in codice Denis Allex) tenuto ostaggio dal gruppo islamista. In séguito al fallito salvataggio, l'ostaggio fu probabilmente ucciso.
Nel 2018 gli islamisti di Al-Shabaab hanno attaccato la base dell'Unione africana nella città.